# 스킬라

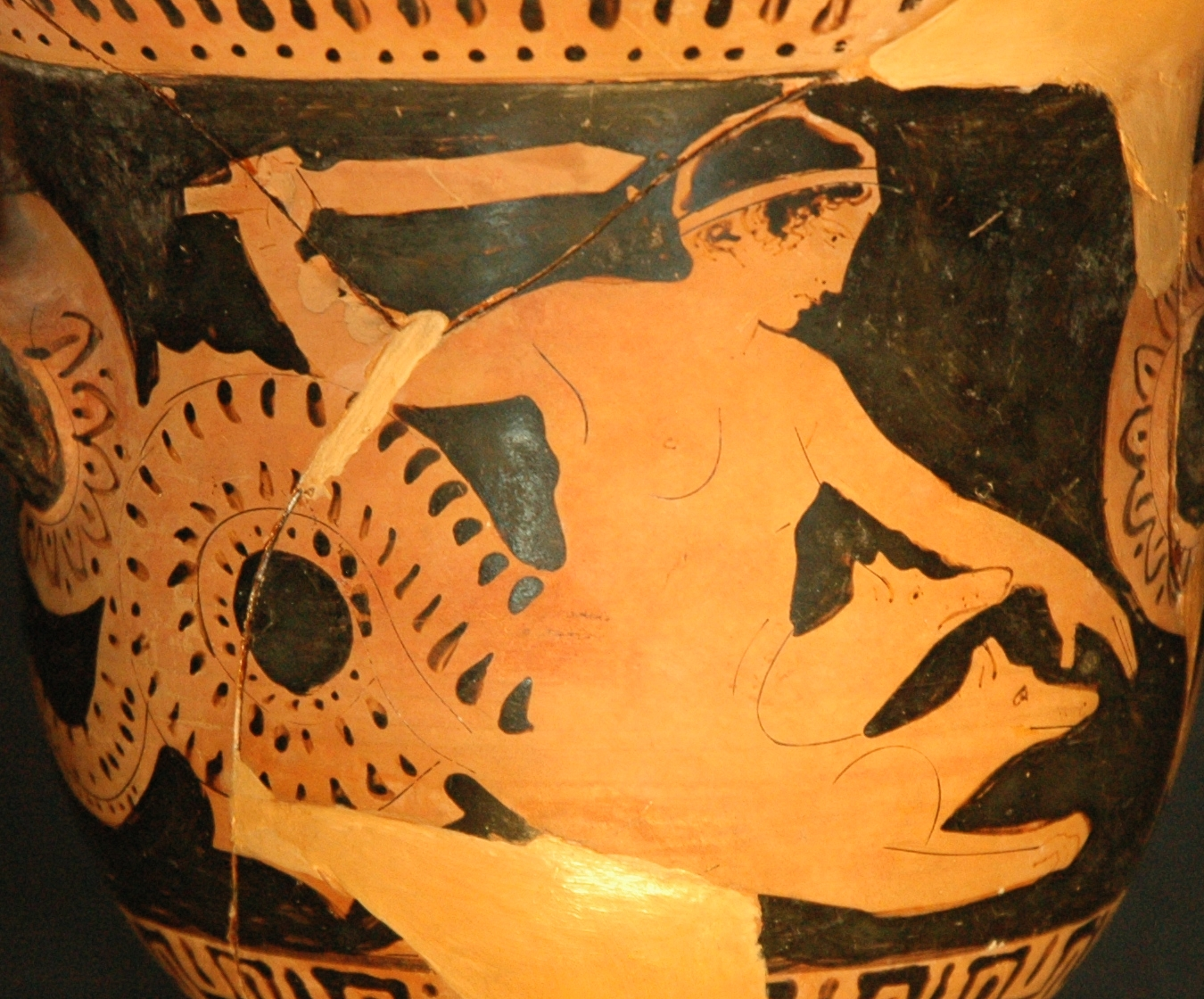
스킬라의 모습

스킬라(Σκύλλα)는 그리스 신화의 카리브디스와 함께 2대 괴물 중의 하나로 좁은 해협의 양옆에 살았다. 그리하여 항해자들이 스킬라나 카리브디스의 위협을 받았다. 전통적으로 그 해협은 메시나 해협으로 이탈리아와 시칠리아 섬 사이에 있다고 하지만, 근래에는 이론이 바뀌어 그리스 북서부의 스킬라 곶에 있다고 주장된다. 그녀는 원래 굉장한 미인이었으나, 바다괴물인 글라우코스의 사랑을 거부하는 바람에 마녀 키르케에 의해 저주를 받아 머리가 6개인 공포스러운 바다 괴물로 변하고 죽은 후에도 암초로 변해 항해자들을 괴롭혔다.